# Ciclone Gabrielle
O ciclone tropical Gabrielle foi um ciclone tropical que afetou a Nova Zelândia e a Ilha Norfolk em fevereiro de 2023. A quinta tempestade nomeada da temporada de ciclones na região da Austrália de 2022-2023 e o primeiro ciclone tropical severo da temporada de ciclones no Pacífico Sul de 2022-2023, Gabrielle foi notado pela primeira vez como um desenvolvendo baixa tropical em 6 de fevereiro, enquanto estava localizado ao sul das Ilhas Salomão, antes de ser classificado como um ciclone tropical e nomeado Gabrielle pelo Australian Bureau of Meteorology. O sistema atingiu um ciclone tropical severo de categoria 3, antes de se mover para a bacia do Pacífico Sul, depois degenerou rapidamente em um ciclone subtropical durante 11 de fevereiro. Nas palavras do Primeiro-ministro da Nova Zelândia, Chris Hipkins: "O ciclone Gabrielle é o evento climático mais significativo que a Nova Zelândia já viu neste século. A gravidade e os danos que estamos vendo não são sentidos há uma geração”.
A Ilha Norfolk foi colocada sob alerta vermelho quando Gabrielle se aproximou, enquanto avisos de chuva forte e vento foram emitidos na Ilha Norte da Nova Zelândia. Os estados de emergência que já estavam em vigor em Auckland e Coromandel como resultado das inundações da Ilha Norte em 2023 foram estendidos e novos estados de emergência foram declarados em outras áreas. A Nova Zelândia começou a sentir os efeitos do ciclone no dia 12 de fevereiro com o impacto ainda em curso, tendo sido declarado estado de emergência nacional no país a 14 de fevereiro.

## Histórico meteorológico
Durante o dia de 6 de fevereiro, o Australian Bureau of Meteorology (BoM) informou que a Baixa Tropical 14U havia se desenvolvido dentro de uma monção de baixa pressão sobre o nordeste do Mar de Coral, perto das Ilhas Salomão. Nesta fase, o sistema estava localizado em um ambiente favorável para desenvolvimento posterior com baixo cisalhamento vertical do vento de 10–30 km/h e temperaturas quentes da superfície do mar de 29–30 °C. Nos dias seguintes, o sistema se desenvolveu gradualmente à medida que se movia para sudoeste ao longo de uma crista de alta pressão em direção a Queensland, Austrália, antes que o Joint Typhoon Warning Center dos Estados Unidos iniciasse alertas e o classificasse como ciclone tropical 12P durante 8 de fevereiro. Mais ou menos na mesma época, o BoM informou que a baixa tropical havia se desenvolvido em um ciclone tropical de categoria 1 na escala australiana de intensidade de ciclones tropicais e o nomeou Gabrielle.
Gabrielle desviou lentamente para o sul enquanto a convecção profunda se consolidava, e o ciclone foi atualizado para um ciclone tropical de categoria 2, enquanto o JTWC atualizou Gabrielle para o equivalente a um ciclone equivalente de categoria 1 de baixa gama com ventos de 120 km/h. Às 18h00 UTC de 9 de fevereiro, a tempestade continuou a se intensificar e logo se tornou um ciclone tropical severo de categoria 3. Mais tarde, no dia seguinte, o ciclone cruzou a linha 160° E, onde saiu da região australiana e entrou na bacia do Pacífico Sul, onde se tornou um ciclone equivalente à categoria 2. Gabrielle começou a experimentar um aumento no cisalhamento do vento vertical de noroeste, o JTWC rebaixou-o para um ciclone equivalente à categoria 1. Em 10 de fevereiro, Gabrielle mudou-se para a área de responsabilidade da MetService. O JTWC também interrompeu os avisos no sistema por volta das 21h00 UTC daquele dia Gabrielle foi rebaixado para um ciclone tropical de categoria 2 pelo MetService. No dia 11 de fevereiro, depois que Gabrielle passou diretamente sobre a Ilha Norfolk, o BoM e o MetService relataram que Gabrielle fez a transição para uma ciclone subtropical profundo.

## Preparação

Ciclone Gabrielle se intensificando na costa da Austrália em 8 e 9 de fevereiro

### Ilhas Norfolk
O território australiano da Ilha Norfolk foi colocado sob alerta vermelho quando Gabrielle se aproximou, com o centro da tempestade previsto para passar sobre ou perto da ilha. Os militares e de serviços de emergência australianos estavam de prontidão, prontos para responderem, caso necessário. O Gerenciamento de Emergência da Ilha Norfolk (Emergency Management Norfolk Island - EMNI) emitiu um aviso na tarde de sábado do dia 11 de fevereiro aconselhando as pessoas a ficarem dentro de casa anunciando que a maioria das empresas fechariam.

### Nova Zelândia
Diversos avisos de chuva forte e vento foram emitidos na Ilha Norte da Nova Zelândia quando Gabrielle se aproximou do país, incluindo avisos vermelhos de chuva forte em Northland, Auckland, Coromandel, Gisborne e Hawke's Bay; além de avisos vermelhos de vento em Northland, Auckland, Coromandel, e Taranaki. Durante o dia 9 de fevereiro, os estados de emergência que já estavam em vigor em Auckland e Coromandel como resultado de inundações anteriores foram estendidos em antecipação à chegada de Gabrielle, ao passo que um estado de emergência por precaução foi declarado em Northland em 12 de fevereiro. Muitos moradores da parte superior da Ilha do Norte que foram afetados por inundações anteriores e se prepararam muito bem para o ciclone, enquanto os serviços de emergência estavam em alerta máximo. Os residentes foram avisados de que os cortes de energia eram prováveis e sugeriram que as pessoas retirassem algum dinheiro.
As pessoas foram incentivadas a ter três dias de suprimentos. A companhia área Air New Zealand cancelou muitos voos domésticos e internacionais com a aproximação do ciclone, enquanto Bluebridge e Interislander cancelaram travessias de balsa pelo Estreito de Cook. O Ministério da Educação aconselhou o fechamento das escolas em Auckland, mas a decisão permaneceu com os conselhos de curadores individuais. Todas as escolas em Taranaki foram fechadas em 14 de fevereiro. O primeiro-ministro Chris Hipkins disse que os cidadãos do país devem levar a sério o alerta de mau tempo e garantir que estejam preparados. Algumas autoridades compararam o provável efeito de Gabrielle com os efeitos do ciclone Hola de 2018 e do devastador ciclone Bola de 1988.

## Efeitos

### Melanésia
Em Vanuatu, Malpoi, um vilarejo no noroeste do Espírito Santo, foi severamente afetado por deslizamentos de terra, lama e destruição de casas e jardins. O abastecimento de água também foi contaminado. Como suas plantações foram danificadas pelo deslizamento de terra, o presidente de Allan Taman afirmou que os moradores podem precisar de assistência financeira de longo prazo. Na Nova Caledônia, alertas de ondas fortes foram colocados em prática em 16 distritos; 14 barcos foram danificados e um afundou devido ao vento e ondulações, levando a um plano de evacuação dos navios danificados.

### Ilha Norfolk
Na Ilha Norfolk, um alerta vermelho foi emitido antes do ciclone. Durante 11 de fevereiro, Gabrielle passou diretamente sobre a Ilha Norfolk. Embora o ciclone tenha derrubado árvores e interrompido o fornecimento de energia, não houve relatos de danos significativos. O controlador de emergência da Ilha Norfolk, George Plant, disse que houve 40 pedidos de ajuda, mas o dano era "administrável".

### Nova Zelândia

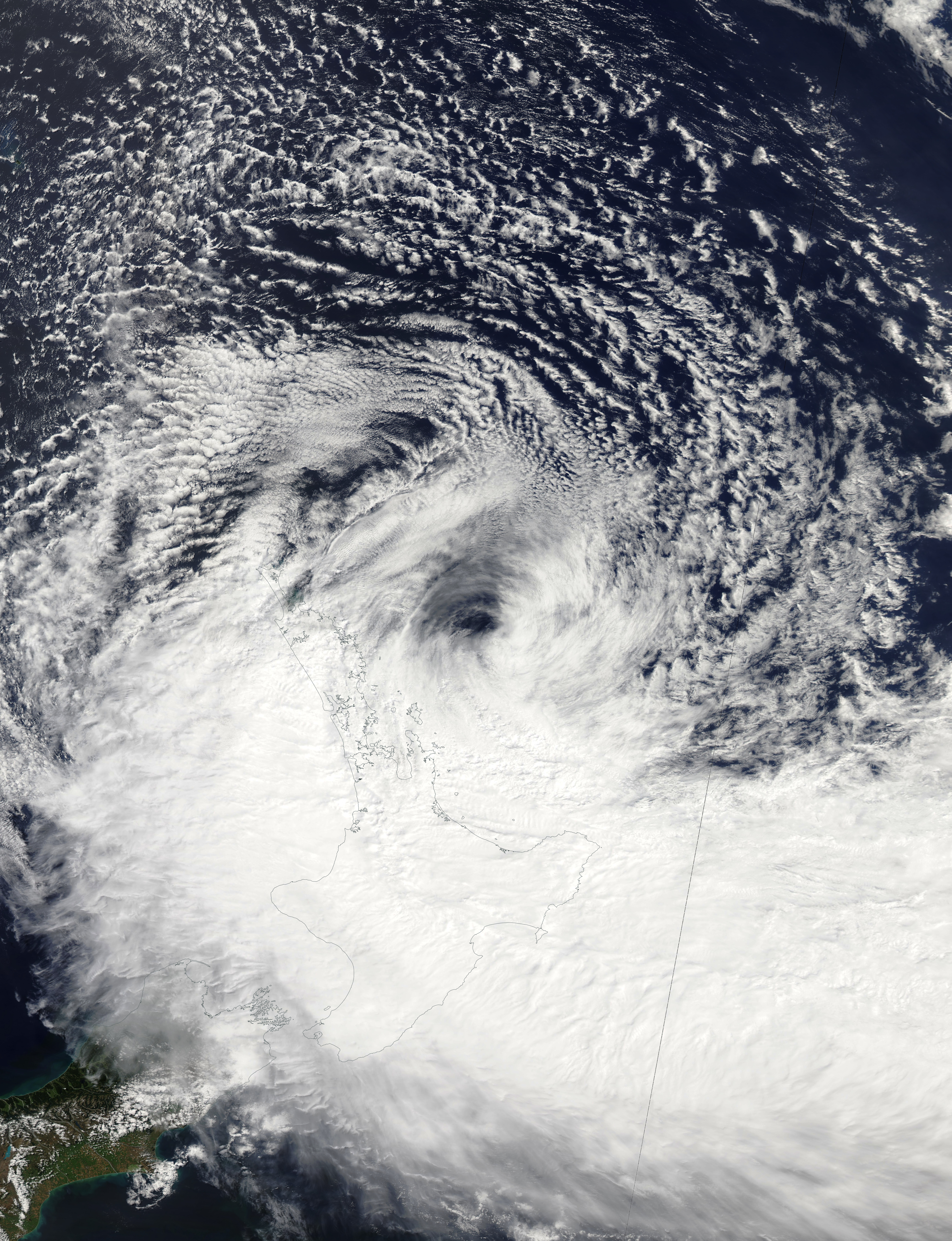
Gabrielle se aproximando da Ilha do Norte em 13 de fevereiro

A MetService informou que o ciclone trouxe ventos fortes para a Ilha Norte. Durante o dia 12 de fevereiro, áreas da parte superior da Ilha do Norte começaram a sofrer quedas de energia generalizadas e danos materiais à medida que as bordas externas do ciclone impactavam o país, com mais de 225 000 casas perdendo energia em toda a Ilha do Norte à medida que o ciclone piorava em 13 e 14 de fevereiro. A Transpower declarou uma emergência de rede em 14 de fevereiro, depois que Hawke's Bay e Gisborne perderam a cobertura telefônica, a cobertura da Internet e a eletricidade. Inundações severas ocorreram quando o ciclone atingiu o país, enquanto alguns edifícios tiveram seus telhados arrancados pelo vento ou foram danificados por deslizamentos de terra. Várias estradas em toda a Ilha do Norte foram fechadas como resultado de inundações e ventos fortes, incluindo a Auckland Harbour Bridge. Centenas de pessoas em toda a Ilha do Norte foram obrigatoriamente evacuadas, enquanto outras centenas auto evacuaram. Duas pessoas desapareceram no mar perto da Ilha Great Barrier e Northland, que foram encontradas posteriormente. Um bombeiro desapareceu após ser pego em um deslizamento de terra em Muriwai e mais tarde foi encontrado sem vida. Um segundo bombeiro pego no mesmo deslizamento de terra morreu mais tarde no hospital. Três outras pessoas foram encontradas mortas em Hawke's Bay, enquanto uma pessoa foi encontrada morta em Gisborne. Chris Hipkins anunciou em 13 de fevereiro que o governo forneceria NZ$ 11,5 milhões para apoiar a resposta comunitária ao ciclone. A precipitação máxima de Gabrielle foi de 488 milímetros (19 in), que ocorreu em Hikuwai.
Além dos estados de emergência em vigor em Auckland, Northland e Thames-Coromandel, outros estados regionais de emergência foram declarados em Gisborne, Baía de Plenty e Waikato em 13 de fevereiro, com estados de emergência locais sendo declarados em Waikato, alguns distritos de Hauraki, Whakatāne e Ōpotiki. Um estado de emergência regional foi declarado em Hawke's Bay em 14 de fevereiro, com estados de emergência locais sendo declarados nos distritos de Napier, Hastings e Tararua. antes que um estado de emergência nacional fosse declarado apenas pela terceira vez na história da Nova Zelândia no final do dia. Sessões da Câmara dos Representantes da Nova Zelândia foram suspensas por uma semana.
Em Hawke's Bay, a energia, o serviço telefônico e o acesso à internet foram cortados em mais de 16 000 propriedades quando a subestação principal de Redclyffe foi danificada depois que o rio Tūtaekurī transbordou. Na jusante, 1 000 pessoas foram evacuadas das planícies baixas ao redor do rio, onde partes significativas de Taradale, Meeanee e Awatoto ficaram submersas. As enchentes destruíram 4 pontes, incluindo a Ponte Redcliffe, uma importante travessia ao sul de Taradale. O rio Ngaruroro transbordou, inundando a cidade de Omahu, onde 20 pessoas precisaram ser evacuadas por helicóptero. Em Wairoa, o rio Wairoa transbordou, inundando aproximadamente 15% da cidade. O acesso a Wairoa foi interrompido após grandes danos na ponte do rio Mohaka da SH2, no sul, e deslizamentos de terra no norte. O abastecimento de água na região central de Hawke's Bay falhou e uma evacuação obrigatória foi ordenada para o leste de Waipawa depois que o rio Waipawa atingiu níveis recordes.